# Пітч (скелелазіння)

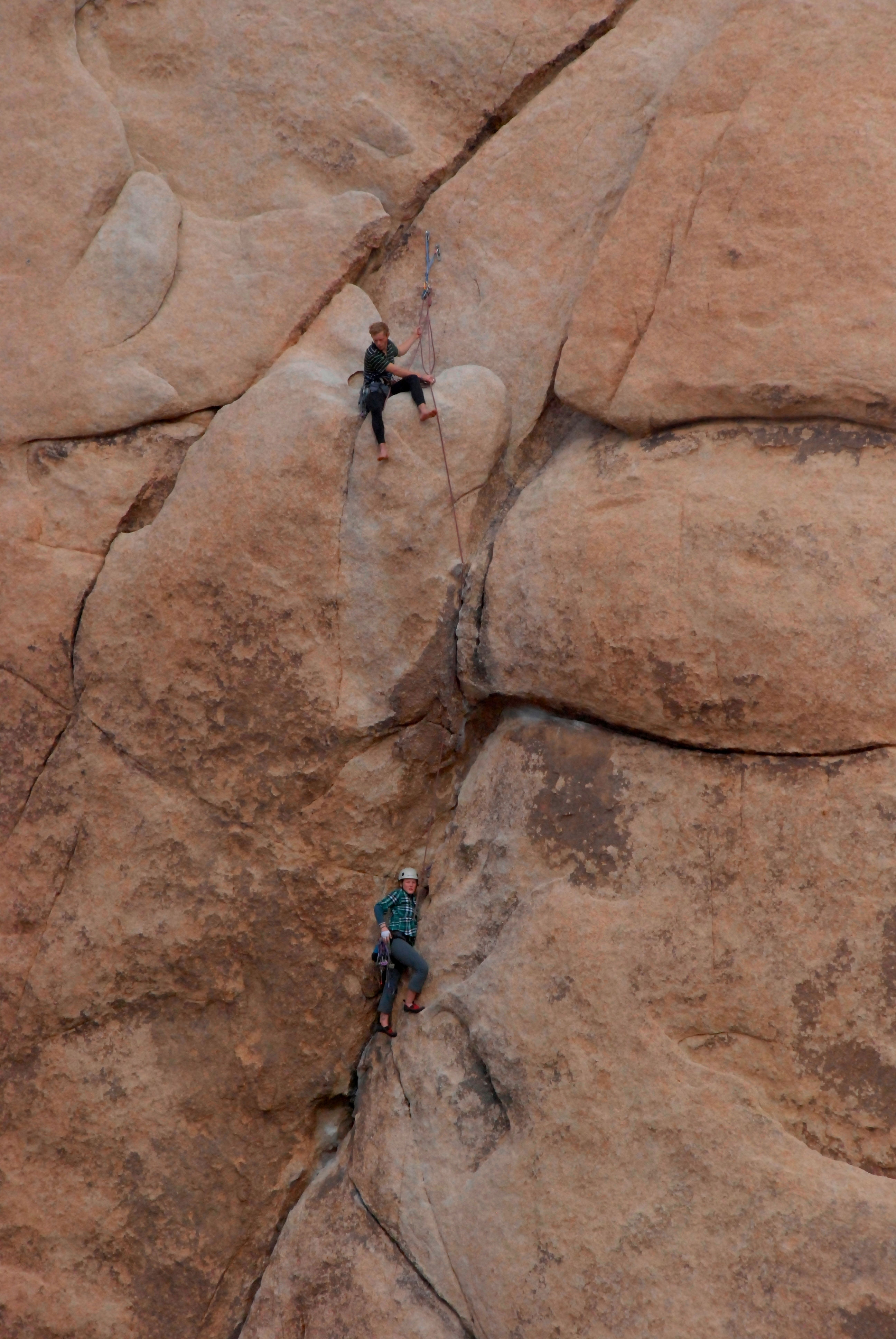
Лазіння у національному парку Джошуа-Три.

Пітч (скелелазіння) — термін скелелазіння, льодолазіння, що означає вертикальну ділянку скельного маршруту між двома страхувальними пунктами — «станціями».
У скелелазінні протяжність пітчу визначається довжиною  мотузки, довжина якої зазвичай становить 50-60 м. Проте довжина пітчу визначається не завжди довжиною мотузки, а умовами скельного рельєфу, місцями можливої організації страхувальної станції і відповідно зміни ведучого в  зв'язці.
Довгий скельний маршрут отримав назву мультипітч, тобто такий що складається з кількох послідовних пітчів.
Для характеристики складності кожного пітчу використовуються спеціальні умовні позначення.
Поняття «пітч» може іноді використовуватися в  спелеології для позначення вертикальних ділянок печери, які проходяться по мотузці, але серед спелеологів використовується термін « колодязь».